# Алмейрін
Алмейрі́н (порт. Almeirim; МФА: [aɫ.mɐj.ˈɾĩ]) — муніципалітет і місто в Португалії, в окрузі Сантарен. Розташований у центральній частині країни, на теренах історичної португальської провінції Ештремадура. Належить до Сантаренської діоцезії Католицької церкви в Португалії. Права міського самоврядування має з 1483 року. Поділяється на 4 парафії. За адміністративним поділом, чинним до 1976 року, був складовою провінції Рібатежу. Площа муніципалітету — 222,12 км², населення муніципалітету — 23376 ос. (2011); густота населення — 105,24 осіб/км²
. Патрон — святий Себастіан. Святковий день муніципалітету — 1-й понеділок після Вознесіння. Поштовий індекс — 2080.  Код місцевої адміністративної одиниці — 1403. Складова статистичного регіону Алентежу.

## Географія
Алмейрін розташований в центрі Португалії, в центрі округу Сантарен.
Місто розташоване на 6 км західніше міста Сантарен.
Алмейрін межує на півночі з муніципалітетом Алпіарса, на сході — з муніципалітетом Шамушка, на півдні — з муніципалітетами Коруше і Салватерра-де-Магуш, на заході — з муніципалітетом Карташу, на північному заході — з муніципалітетом Сантарен.

## Історія
1483 року португальський король Жуан II надав Алмейріну форал, яким визнав за поселенням статус містечка та муніципальні самоврядні права.

## Населення
| Кількість мешканців | Кількість мешканців | Кількість мешканців | Кількість мешканців | Кількість мешканців | Кількість мешканців | Кількість мешканців | Кількість мешканців | Кількість мешканців | Кількість мешканців | Кількість мешканців | Кількість мешканців | Кількість мешканців | Кількість мешканців | Кількість мешканців | Кількість мешканців |
| ------------------- | ------------------- | ------------------- | ------------------- | ------------------- | ------------------- | ------------------- | ------------------- | ------------------- | ------------------- | ------------------- | ------------------- | ------------------- | ------------------- | ------------------- | ------------------- |
| 1864                | 1878                | 1890                | 1900                | 1911                | 1920                | 1930                | 1940                | 1950                | 1960                | 1970                | 1981                | 1991                | 2001                | 2011                |                     |
| 4 258               | 4 945               | 6 376               | 7 913               | 9 311               | 9 886               | 12 808              | 15 020              | 17 045              | 18 011              | 19 225              | 21 154              | 21 380              | 21 957              | 23 376              |                     |

## Парафії
1. Алмейрін
2. Бенфіка-ду-Рібатежу
3. Фазендаш-де-Алмейрім
4. Рапоза

## Персоналії

### Уродженці
- Афонсу (1526) — принц Португальський.
- Фернанду (1433—1470) — герцог Візеуський.